# Internationaler Eisenbahnverband

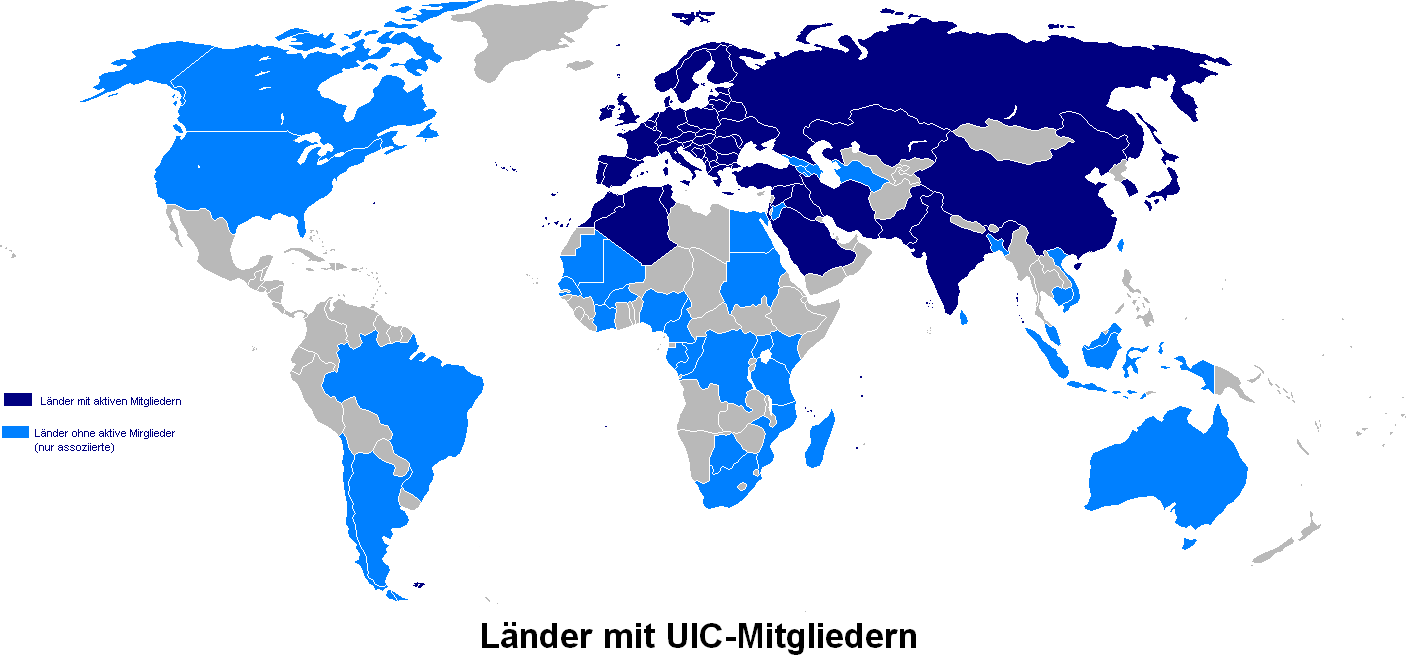
Länder mit UIC-Mitgliedern, 2018

Der Internationale Eisenbahnverband (französisch Union Internationale des Chemins de fer, UIC) ist ein internationaler Verband von Eisenbahnunternehmen, die er nach Größe und Tätigkeit in aktive, assoziierte und angeschlossene Mitglieder unterteilt.

## Geschichte
Der Verband wurde am 17. Oktober 1922 in Paris gegründet, um die Bedingungen der Konstruktion und des Betriebs von Eisenbahnen für den internationalen Verkehr durch Standardisierung zu verbessern, und hatte 51 Gründungsmitglieder aus 29 Ländern, darunter China und Japan.
Er ist die weltweite Organisation für die Zusammenarbeit der Eisenbahnen, und seine Aktionen erstrecken sich auf alle den Ausbau des Schienenverkehrs betreffenden Bereiche. In der UIC sind auch andere Verbände wie die Association of American Railroads (AAR) Mitglied; die AAR jedoch nur als angeschlossenes Mitglied, weil sie weder Netzbetreiber noch Bahnverkehrsunternehmen ist.
Der Verband ist das Arbeitsorgan des Staatsvertrages über die Technische Einheit im Eisenbahnwesen (TE) vom 16. Mai 1886. Dieser Staatsvertrag war nicht als ständige Einrichtung konzipiert, legte jedoch die Grundlagen für die Einheitlichkeit im grenzüberschreitenden Eisenbahnverkehr. An der TE sind lediglich mehrere europäische Staaten beteiligt, während die UIC einen weltweiten Eisenbahnverband darstellt.
Zum 1. Januar 1982 wurden die Studienorgane der RIC und RIV in die UIC eingegliedert.
Im September 2013 gab es 207 Mitglieder, dazu zählen Eisenbahnverkehrsunternehmen, Infrastrukturbetreiber und Unternehmen, die ergänzende Tätigkeiten ausüben.
Der damalige Vorstandsvorsitzende der Deutschen Bahn, Hartmut Mehdorn, wurde am 31. Januar 2007 einstimmig zum Präsidenten der europäischen UIC-Regionalversammlung gewählt.
Angesichts des russischen Überfalls auf die Ukraine und der daraufhin beschlossenen Wirtschaftssanktionen hat die UIC Anfang März 2022 die Mitgliedschaft der Russischen Eisenbahn (RŽD) und der Belarussischen Eisenbahn (BČ) einschließlich ihrer Tochtergesellschaften suspendiert.

## Gemeinschaftliche Standards
Vom UIC sind verschiedene Nummerierungssysteme erstellt worden, wie z. B.
- das UIC-Baureihenschema für Triebfahrzeuge,
- das UIC-Bauart-Bezeichnungssystem für Reisezugwagen,
- das UIC-Bauart-Bezeichnungssystem für Güterwagen,
- die UIC-Wagennummer,
- der UIC-Ländercode und
- das Harmonisierte Güterverzeichnis für Transportgüter.

Der Verband gibt Merkblätter (UIC-Kodex) und andere Veröffentlichungen heraus. Die genormten Güterwagentypen sind tabellarisch in den Artikeln über offene Güterwagen, gedeckte Güterwagen, Kühlwagen und Flachwagen aufgeführt.
Das Euro-Interlocking-Projekt der UIC erarbeitet einen internationalen Standard zur Projektierung von Eisenbahn-Stellwerken.
Auf einer Konferenz in Brüssel trug die UIC im Jahr 2007 die internationale Forschung über Wasserstoffantrieb und Brennstoffzellen für Eisenbahnen zusammen.